# Liste der Nummer-eins-Hits in Japan (1977)
Die Liste der japanischen Nummer-eins-Hits enthält die Daten vom 1. Januar bis zum 31. Dezember 1977. Die letzte Woche im Jahr fällt mit der ersten Woche des neuen Jahres zusammen. Angegeben sind die Verkaufszahlen der jeweiligen Nummer eins in ihrer Woche. Alle Angaben basieren auf den offiziellen japanischen Charts von Oricon.

## Singles
| ← 1976 ← | Liste der Nummer-eins-Hits in Japan | Liste der Nummer-eins-Hits in Japan | Liste der Nummer-eins-Hits in Japan | 1978 →                    |
| \| Zeitraum \| Wo. ges. \| Interpret \| Titel Autor(en) \| Zusätzliche Informationen \| \| (Zeitraum, Wochen auf Platz eins, Interpret, Titel, Autor[en], zusätzliche Informationen) \| \| \| \| \| \| ----------------------------------------------------------------------------------------- \| -------- \| ---------------------------- \| --------------------- \| ------------------------- \| \| 20. Dezember 1976 – 16. Januar 1977 4 Wochen (insgesamt 5) \| 5 \| Harumi Miyako \| Kita no Yadokara \| – \| \| 17. Januar 1977 – 13. Februar 1977 4 Wochen \| 4 \| Koichi Morita & Top Gallants \| Seishun Jidai \| – \| \| 14. Februar 1977 – 20. Februar 1977 1 Woche \| 1 \| Pink Lady \| S.O.S. \| – \| \| 21. Februar 1977 – 27. März 1977 5 Wochen \| 5 \| Kentaro Shimizu \| Shitsuren Restaurant \| – \| \| 28. März 1977 – 1. Mai 1977 5 Wochen \| 5 \| Pink Lady \| Carmen '77 \| – \| \| 2. Mai 1977 – 15. Mai 1977 2 Wochen \| 2 \| Kentaro Shimizu \| Kaeranai/Koibitoyo \| – \| \| 16. Mai 1977 – 22. Mai 1977 1 Woche \| 1 \| Momoe Yamaguchi \| Yumesaki Annainin \| – \| \| 23. Mai 1977 – 19. Juni 1977 4 Wochen \| 4 \| Masashi Sada \| Amayadori \| – \| \| 20. Juni 1977 – 26. Juni 1977 1 Woche (insgesamt 5) \| 5 \| Kenji Sawada \| Katte ni Shiyagare \| – \| \| 27. Juni 1977 – 17. Juli 1977 3 Wochen (insgesamt 8) \| 8 \| Pink Lady \| Nagisa no Sindbad \| – \| \| 18. Juli 1977 – 14. August 1977 4 Wochen (insgesamt 5) \| 5 \| Kenji Sawada \| Katte ni Shiyagare \| – \| \| 15. August 1977 – 18. September 1977 5 Wochen (insgesamt 8) \| 8 \| Pink Lady \| Nagisa no Sindbad \| – \| \| 19. September 1977 – 11. Dezember 1977 12 Wochen \| 12 \| Pink Lady \| Wanted (Shimei Tehai) \| – \| \| 12. Dezember 1977 – 18. Dezember 1977 1 Woche \| 1 \| Miyuki Nakajima \| Wakareuta \| – \| \| 19. Dezember 1977 – 26. Februar 1978 10 Wochen \| 10 \| Pink Lady \| UFO \| – \| |                                     |                                     |                                     |                           |
| ← 1976 |                                     |                                     |                                     | → 1978 →                  |
| Zeitraum | Wo. ges.                            | Interpret                           | Titel Autor(en)                     | Zusätzliche Informationen |
| (Zeitraum, Wochen auf Platz eins, Interpret, Titel, Autor[en], zusätzliche Informationen) |                                     |                                     |                                     |                           |
| 20. Dezember 1976 – 16. Januar 1977 4 Wochen (insgesamt 5) | 5                                   | Harumi Miyako                       | Kita no Yadokara                    | –                         |
| 17. Januar 1977 – 13. Februar 1977 4 Wochen | 4                                   | Koichi Morita & Top Gallants        | Seishun Jidai                       | –                         |
| 14. Februar 1977 – 20. Februar 1977 1 Woche | 1                                   | Pink Lady                           | S.O.S.                              | –                         |
| 21. Februar 1977 – 27. März 1977 5 Wochen | 5                                   | Kentaro Shimizu                     | Shitsuren Restaurant                | –                         |
| 28. März 1977 – 1. Mai 1977 5 Wochen | 5                                   | Pink Lady                           | Carmen '77                          | –                         |
| 2. Mai 1977 – 15. Mai 1977 2 Wochen | 2                                   | Kentaro Shimizu                     | Kaeranai/Koibitoyo                  | –                         |
| 16. Mai 1977 – 22. Mai 1977 1 Woche | 1                                   | Momoe Yamaguchi                     | Yumesaki Annainin                   | –                         |
| 23. Mai 1977 – 19. Juni 1977 4 Wochen | 4                                   | Masashi Sada                        | Amayadori                           | –                         |
| 20. Juni 1977 – 26. Juni 1977 1 Woche (insgesamt 5) | 5                                   | Kenji Sawada                        | Katte ni Shiyagare                  | –                         |
| 27. Juni 1977 – 17. Juli 1977 3 Wochen (insgesamt 8) | 8                                   | Pink Lady                           | Nagisa no Sindbad                   | –                         |
| 18. Juli 1977 – 14. August 1977 4 Wochen (insgesamt 5) | 5                                   | Kenji Sawada                        | Katte ni Shiyagare                  | –                         |
| 15. August 1977 – 18. September 1977 5 Wochen (insgesamt 8) | 8                                   | Pink Lady                           | Nagisa no Sindbad                   | –                         |
| 19. September 1977 – 11. Dezember 1977 12 Wochen | 12                                  | Pink Lady                           | Wanted (Shimei Tehai)               | –                         |
| 12. Dezember 1977 – 18. Dezember 1977 1 Woche | 1                                   | Miyuki Nakajima                     | Wakareuta                           | –                         |
| 19. Dezember 1977 – 26. Februar 1978 10 Wochen | 10                                  | Pink Lady                           | UFO                                 | –                         |